# Білоглинське
Білоглинське (рос. Белоглинское) — село у Терському районі Кабардино-Балкарії Російської Федерації.
Орган місцевого самоврядування — сільське поселення Білоглинське. Населення становить 414 осіб.

## Історія
Згідно із законом від 27 лютого 2005 року органом місцевого самоврядування є сільське поселення Білоглинське.

## Населення
| 1979 | 2002 | 2010 | 2012 | 2013 | 2014 | 2015 |
| ---- | ---- | ---- | ---- | ---- | ---- | ---- |
| 371  | ↗432 | ↘414 | →414 | ↗416 | ↘415 | ↗416 |
| 2016 | 2017 | 2018 | 2019 | 2020 |      |      |
| ↘412 | ↗414 | ↗415 | ↘411 | ↗412 |      |      |